# 福尔克·本特松
福尔克·本特松（瑞典語：Folke Bengtsson，1944年4月24日—），瑞典男子冰球运动员，场上位置是前锋。他曾代表瑞典国家队参加1968年冬季奥林匹克运动会冰球比赛，获得第4名。